# FC Bobruisk
El FC Bobruisk (en bielorruso: ФК Бабруйск) fue un club de fútbol de Bielorrusia que alguna vez jugó en la Vysshaya Liga, la liga de fútbol más importante del país.

## Historia
Fue fundado en el año 1984 en la ciudad de Bobruisk con el nombre FC Traktor Bobruisk y cambió de nombre en algunas ocasiones como:
- 1992: FC Fandok Bobruisk
- 1995: FC Bobruisk

Desde la caída de la Unión Soviética, siempre jugó en la Vysshaya Liga y nunca llegó a ganarla, ni tampoco ganó el título de Copa, a pesar de haber alcanzando la final en una ocasión.
A nivel internacional participó en un torneo continental, en la Recopa de Europa de Fútbol de 1994—95, siendo eliminado en la ronda preliminar por el KF Tirana de Albania. Tras una desastrosa temporada en 1995 y problemas financieros el equipo desapareció.

## Palmarés
- Copa de Bielorrusia: 0
  - Finalista: 1

1994

## Participación en competiciones de la UEFA
- Recopa de Europa de Fútbol: 1 aparición

1995 - Ronda Preliminar

### Récord europeo
| Temporada | Torneo                | Ronda      | País    | Club      | Marcador |
| --------- | --------------------- | ---------- | ------- | --------- | -------- |
| 1994/95   | UEFA Cup Winners' Cup | Preliminar | Albania | SK Tirana | 4-1, 0-3 |